# 札幌市立中島中学校
札幌市立中島中学校（さっぽろしりつ なかじまちゅうがっこう）は、北海道札幌市中央区南12条西7丁目にある市立中学校。

## 沿革
出典を付したもののほか、平成26年度学校要覧による。
- 1947年5月15日 - 札幌市立高等女学校（現･札幌パークホテル敷地）に併置し、札幌市立第五中学校として開校[2]。
- 1948年6月10日 - 札幌市立中島中学校と改称[3]。
- 1950年 - 校歌制定（風巻景次郎作詞、平賀瑛彬作曲）。
- 1964年10月 - 現在地（南12条西7丁目）に新校舎完成、移転[4]。
- 1964年12月22日 - 「螢雪の願いの像」除幕式挙行[5]。
- 1968年 - 校木（ななかまど）の制定。
- 2014年2月 - 校舎改築のため仮設校舎へ移転。
- 2015年3月 - 校舎改築工事完了[6]。なお、新校舎の規模は、少子化や市内中心部の空洞化を理由とした生徒数減少などに伴い、旧校舎から約2割縮減されたものとなった[7]。

## 通学区域
札幌市中央区
- 南5条東1丁目 - 4丁目
- 南6条東1丁目 - 3丁目
- 南7条東1丁目 - 2丁目
- 南2条西5丁目 - 11丁目
- 南3条西5丁目 - 11丁目
- 南4条西1丁目 - 11丁目
- 南5条西1丁目 - 11丁目
- 南6条西1丁目 - 11丁目
- 南7条西1丁目 - 11丁目
- 南8条西1丁目 - 11丁目
- 南9条西1丁目 - 11丁目
- 南10条西1丁目 - 11丁目（南10条西4丁目 - 5丁目を欠く）
- 南11条西1丁目
- 南11条西6丁目 - 11丁目
- 南12条西1丁目
- 南12条西6丁目 - 10丁目
- 南13条西1丁目
- 南13条西5丁目 - 10丁目
- 中島公園

## 進学前小学校
- 札幌市立資生館小学校（一部）
- 札幌市立山鼻小学校（一部）
- 札幌市立中央小学校 (一部)

## 校区内の主な施設
- 中島公園駅

- 中島公園

- 札幌パークホテル
- 札幌市公文書館

## 不祥事
2024年5月16日、生徒の氏名とともに指導上の配慮事項を記載した書類が教室に持ち込まれ、複数の生徒が見つけて閲覧していたことが7月8日に明らかになった。資料は数日前から教室に持ち込まれ、教卓に置かれたクリアファイルに座席表や他の資料とともに挟まれており、教室内の誰でも閲覧できる状態だったという。配慮事項には、特定の生徒についての事実無根の情報も含まれていたという。資料は学年を受け持つ教員間で共有するために作成され、職員室外への持ち出しは学校側の許可が必要であったが、ルールはあまり守られていなかった。また、交流サイト（SNS）などへの流出は現時点で確認されていないという。学校側は保護者に個別に謝罪を行った。札幌市教育委員会の担当者は、「資料の内容には粗雑で不適切なものもあった」として、「再発防止にむけて情報の管理や表現の仕方について改善をはかるよう指導する」と述べた。